# Batalla de Sankelmark
La Batalla de Sankelmark (o Batalla de Oeversee) fue un combate menor durante la guerra de los Ducados. Tuvo lugar el 6 de febrero de 1864 entre Sankelmark y Oeversee, en la carretera entre Schleswig y Flensburg, durante la retirada danesa de Dannevirke.

## Trasfondo
El ejército danés, bajo en mando del general Christian Julius de Meza había tomado posición en las defensas de Dannevirke y había logrado aguantar a los prusianos en la Batalla de Mysunde del 2 de febrero. Dada la carencia de artillería pesada y juzgando que las fortificaciones de Dannevirke eran insuficientes para un defensa exitosa, de Meza decidió que su posición era insostenible y ordenó la retirada para preservar el ejército intacto e impedir acabar rodeados. La retirada del ejército danés a Dybbøl empezó el 4 febrero. Las tropas danesas se retiraron en medio de un clima gélido. Las tropas austriacas se lanzaron en su persecución y, en respuesta, la 7.ª Brigada del ejército danés recibió la orden de detener a los austríacos. Las tropas austriacas alcanzaron a la retaguardia danesa cerca de Sankelmark en la tarde del 6 febrero.

## Batalla
La 7.ª Brigada danesa consistía en el 1.er Regimiento, formado por soldados de Copenhague y el 11.º Regimiento, formado por soldados de Vendsyssel , estando bajo el mando del Coronel Max Müller y había tomado posiciones a ambos lados de la carretera. La batalla alrededor de las 3:30 de la tarde,cuándo el coronel Max Müller ordenó al 1.er Regimiento atacar. Las tropas danesas lanzaron una feroz carga de bayoneta y a pesar de la ventaja numérica de las tropas austriacas, las tropas danesas lograron detener a los austríacos. A esto siguió una lucha feroz, incluso cuerpo a cuerpo, que duró horas sin que ningún bando lograra una ventaja significativa. La batalla acabó alrededor de las 5:00 de la tarde, cuándo el sol empezó a ponerse. La 7.ª Brigada se retiró entonces y enlazó con el resto del ejército danés.
Según los daneses, 210 daneses y 406 austríacos murieron o fueron heridos durante la batalla. Sin embargo, según los austríacos los daneses perdieron 962 hombres y los austríacos sólo 431.

## Consecuencias

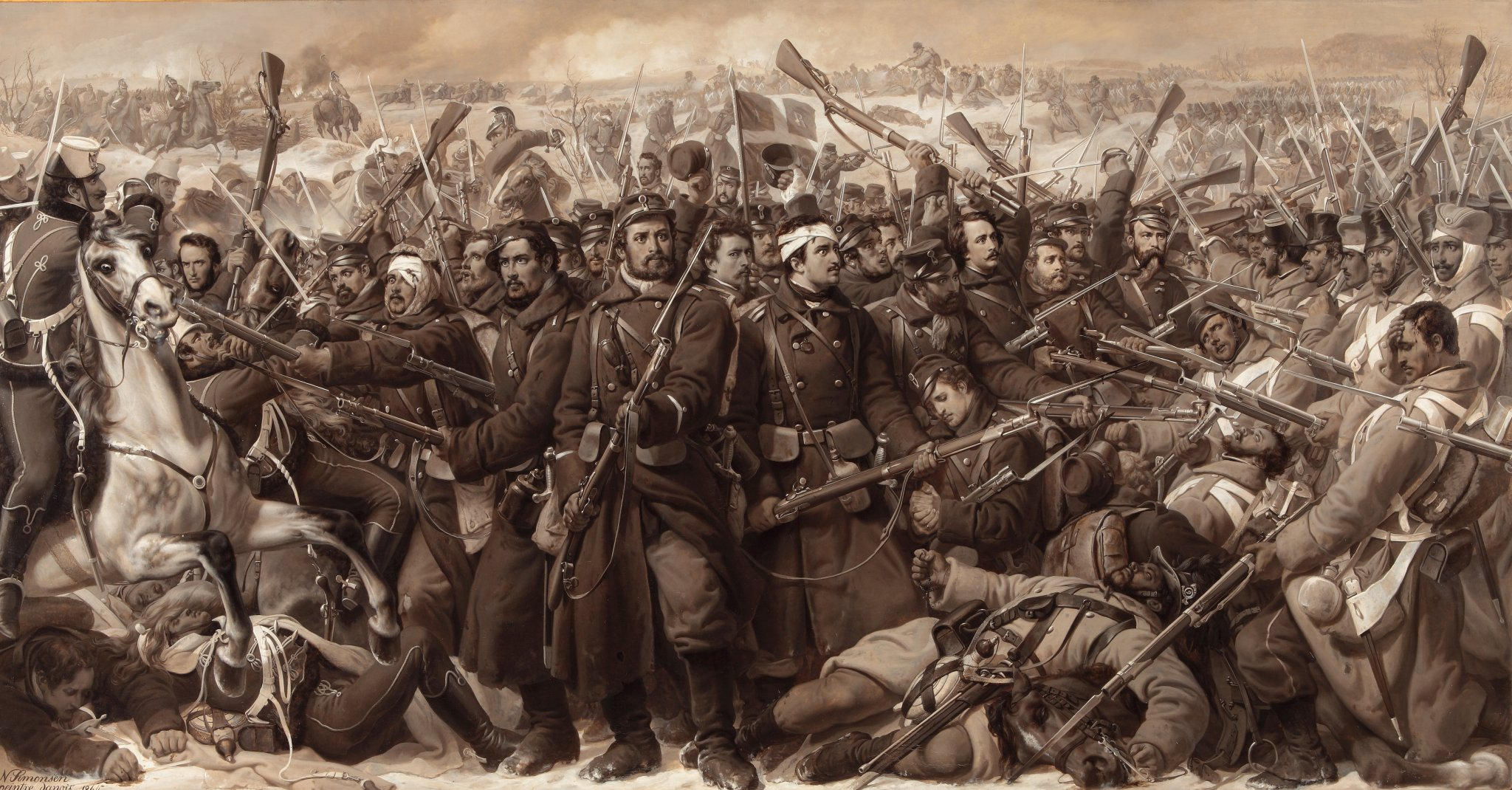
La lucha en Sankelmark

Con esta exitosa acción de retaguardia por parte de la 7.ª Brigada, el ejército danés logró alcanzar la seguridad de los reductos de Dybbøl. A pesar de las graves pérdidas , los soldados daneses habían luchado bien y los perseguidores austriacos habían sido detenidos. Aun así, la noticia de la exitosa retirada del ejército danés fue recibida con rabia y desconcierto tanto por el público como por los políticos daneses.
Siguiendo la victoria en la primera guerra de Schleswig, un sentimiento de superioridad militar se había extendido por toda Dinamarca, y Danevirke, considerada la frontera histórica entre Dinamarca y los estados alemanes, estaba considerada un símbolo nacional sagrado y una línea defensiva formidable.
En realidad los defensas de Dannevirke era sencillamente insuficientes para una defensa exitosa. Desafortunadamente, sólo el ejército reconoció esto, mientras los políticos y el público exigieron una defensa a ultranza de este símbolo nacional. Pocos consideraron y reconocieron que De Meza había de hecho salvado el ejército de una destrucción segura al retirarse y que había logrado llevar a cabo esta retirada sin bajas significativas.
De Meza fue eventualment despedido por el Ministro de la guerra y el ejército danés perdió uno de sus oficiales más capaces en una etapa crítica de la guerra. La percibida pérdida de prestigio también significó que una posterior retirada de las defensas en Dybbøl era casi imposible debido a la presión pública y política. Esto devendría un factor en la posterior derrota danesa en la Batalla de Dybbøl.

## Literatura
- J. Ganschow, O. Haselhorst, M. Ohnezeit: Der Deutsch-Dänische Krieg 1864. Vorgeschichte - Verlauf - Folgen. Graz 2013.
- J. Christensen (u. a.): 1864. Fra helstat til nationalstat. Fårevejle 1998.
- M. Embree: Bismarck’s first war. The campaign of Schleswig and Jutland 1864. Solihull 2007.